# Voetbal Vereniging Cicerone
Voetbal Vereniging Cicerone é um clube de futebol surinamês sediado em Paramaribo no Suriname.
Disputa a segunda divisão do Campeonato Surinamês de Futebol.